# Radamantys
Radamantys (gr. Ῥαδάμανθος Rhadámanthos, gr. Ῥαδάμανθυς Rhadámanthys, łac. Rhadamanthus) – w mitologii greckiej król mniejszych wysp Archipelagu Egejskiego, sędzia zmarłych w Hadesie, heros.
Uchodził za syna boga Zeusa i tyryjskiej królewny, Europy. Był bratem Minosa i Sarpedona. Został zaadoptowany, wraz z braćmi, przez króla Krety – Asteriona. Obawiając się brata, Minosa, opuścił rodzinną Kretę i udał się do Beocji, gdzie ożenił się z Alkmeną, matką Heraklesa.
Za swoją prawość charakteru, mądrość i sprawiedliwość stał się jednym z trzech sędziów w Hadesie, razem z Minosem i Ajakosem (Eak).
Imieniem herosa nazwano jedną z planetoid – (38083) Rhadamanthus oraz rodzaj roślin z rodziny szparagowatych – Rhadamanthus.